# 비에슈차디산맥

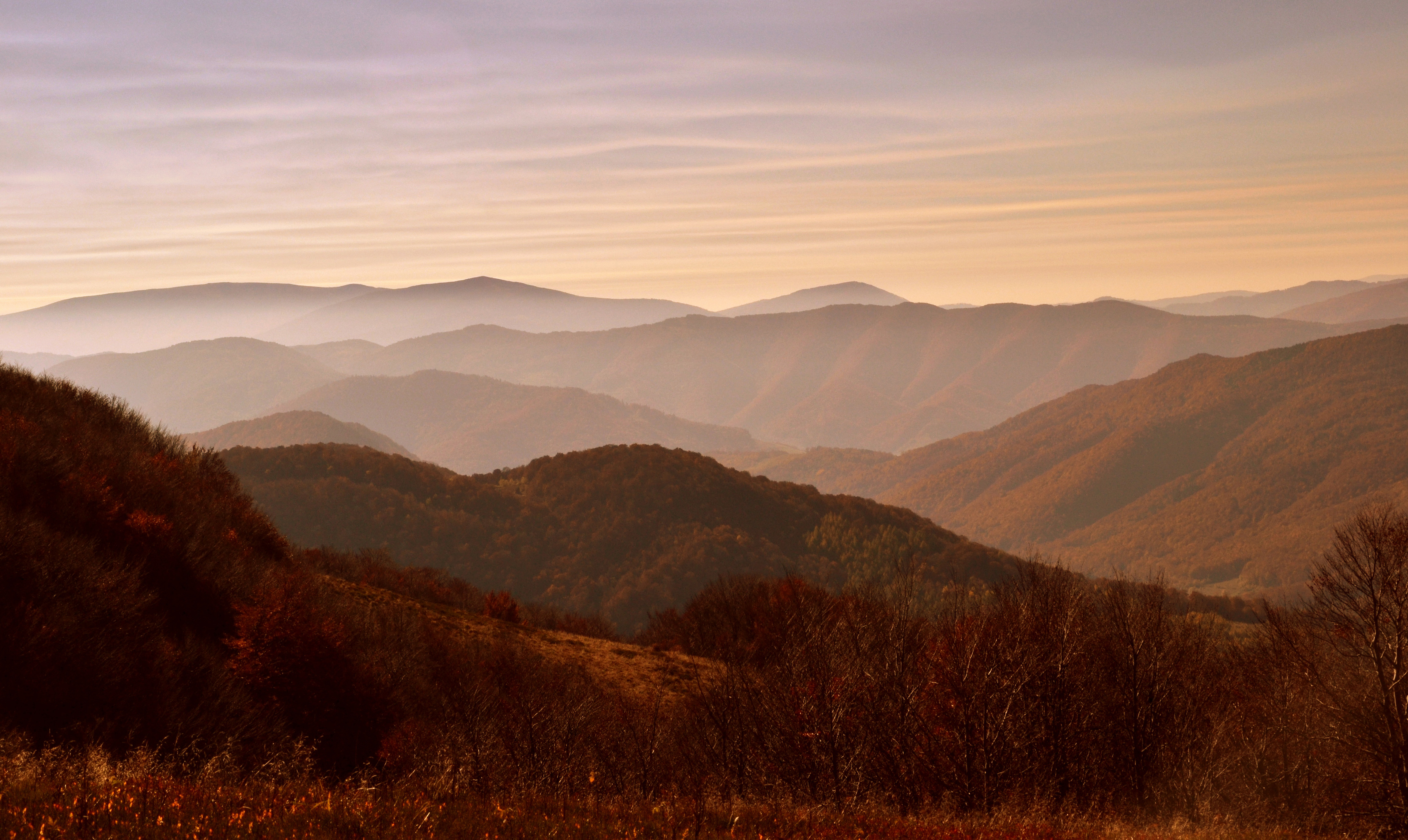
비에슈차디산맥

비에슈차디산맥(폴란드어: Bieszczady, 슬로바키아어: Beščady, 우크라이나어: Бещади)은 폴란드 남동쪽 끝과 슬로바키아 북동쪽 끝에서 우크라이나 서부까지 뻗어 있는 산맥이다. 비에슈차디산맥의 가장 높은 봉우리는 우크라이나에 있는 피쿠이산(1405m)이다. 폴란드 지역의 가장 높은 봉우리는 타르니차 (1346m)다.
비에슈차디의 상류 지역은 폴로니아라고 불리는 산지 초원으로 덮여 있다.